# 森信紙業集團
森信紙業集團有限公司，簡稱森信紙業集團，或森信紙業（英語：Samson Paper Holdings Limited，港交所：0731），在1965年由岑傑英先生創立，主要為從事紙品製造、貿易及經銷業務；從事飛機零件貿易及海事服務業務。
總部位於香港九龍觀塘海濱道177號海裕工業中心3樓。其股份自1995年在香港交易所主板上市。廠房住於山東、深圳等中國內地地區。

## 軼事
黃子華曾經於其棟篤笑拾下拾下關於金融風暴的片段中提過731，因為此公司比較少人認識，籍此表示很多人盲目投資。

## 連結
- SamsonPaper.com （页面存档备份，存于）